# Khandro Tseyang Palmo
Khandro Tseyang Palmo est une personnalité tibétaine, née [Quand ?] en Odisha (Inde), de la lignée Ripa, fille du tertön Namkha Drimed Rinpotché et de Khandro Chime Dolkar, arrière-arrière-petite-fille de Shakya Shri. Elle est mariée avec le Sakyong Mipham Rinpotché.